# Coupe Memorial 1920
Navigation
Édition précédente Édition suivante
La finale de l'édition 1920 de la Coupe Memorial se joue au Arena Gardens de Toronto en Ontario. Le tournoi est disputé dans une série au meilleur de deux rencontres entre le vainqueur du Trophée George T. Richardson, remis à l'équipe championne de l'est du Canada et le vainqueur de la Coupe Abbott remis au champion de l'ouest du pays. 

## Équipes participantes
- Les Canoe Club Paddlers de Toronto, de l'Association de hockey de l'Ontario qui remporta le Trophée George T. Richardson.
- Les Fishermen de Selkirk de la Ligue de hockey junior du Manitoba en tant que vainqueurs de la Coupe Abbott.

### Résultats
Les Canoe Club Paddlers de Toronto remportent la Coupe en gagnant 15 buts contre 5 en deux rencontres.
|  | Canoe Club Paddlers de Toronto | 10-1 | Fishermen de Selkirk | Toronto |

|  | Canoe Club Paddlers de Toronto | 5-4 | Fishermen de Selkirk | Toronto |

## Effectifs
Voici la liste des joueurs des Canoe Club Paddlers de Toronto, équipe championne du tournoi 1920 :
- Dirigeant et Entraîneur : Dick Carroll.
- Joueurs : Harold Applegath, Billy Burch, Lionel Conacher, Sydney Hueston, Cyril Kelly, Duke McCurry, John Mollenhauer, Frank Moore, Wilfrid White, Roy Worters.